# Дюнс-СІті (Орегон)
Дюнс-СІті (англ. Dunes City) — місто (англ. city) в США, в окрузі Лейн штату Орегон. Населення — 1428 осіб (2020).

## Географія
Дюнс-СІті розташований за координатами 43°54′25″ пн. ш. 124°5′58″ зх. д. / 43.90694° пн. ш. 124.09944° зх. д. (43.907045, -124.099328).  За даними Бюро перепису населення США в 2010 році місто мало площу 8,98 км², з яких 6,99 км² — суходіл та 1,99 км² — водойми.

## Демографія
Згідно з переписом 2010 року, у місті мешкали 1303 особи в 609 домогосподарствах у складі 407 родин. Густота населення становила 145 осіб/км².  Було 845 помешкань (94/км²).
Расовий склад населення:
| - 95,4 % — білих - 0,7 % — корінних американців - 0,7 % — азіатів - 0,2 % — чорних або афроамериканців - 0,1 % — вихідців з тихоокеанських островів |

До двох чи більше рас належало 2,5 %. Частка іспаномовних становила 1,7 % від усіх жителів.
За віковим діапазоном населення розподілялося таким чином: 13,4 % — особи молодші 18 років, 51,1 % — особи у віці 18—64 років, 35,5 % — особи у віці 65 років та старші. Медіана віку мешканця становила 59,4 року. На 100 осіб жіночої статі у місті припадало 102,0 чоловіків;  на 100 жінок у віці від 18 років та старших — 102,3 чоловіків також старших 18 років.
Середній дохід на одне домашнє господарство  становив 63 644 долари США (медіана — 50 987), а середній дохід на одну сім'ю — 73 244 долари (медіана — 57 679). Медіана доходів становила 45 833 долари для чоловіків та 32 969 доларів для жінок. За межею бідності перебувало 13,5 % осіб, у тому числі 40,8 % дітей у віці до 18 років та 6,6 % осіб у віці 65 років та старших.
Цивільне працевлаштоване населення становило 421 осіб. Основні галузі зайнятості: освіта, охорона здоров'я та соціальна допомога — 21,9 %, мистецтво, розваги та відпочинок — 15,7 %, роздрібна торгівля — 13,1 %, виробництво — 12,1 %.